# Iwan Sawczenko (wojskowy)
Iwan Andriejewicz Sawczenko (ros. Иван Андреевич Савченко, ukr. Іван Андрійович Савченко; ur. 24 stycznia?/6 lutego 1914 we wsi Matwiejewka obecnie w rejonie sośnickim w obwodzie czernihowskim, zm. 19 stycznia 1945 w Pabianicach) – radziecki żołnierz, starszy porucznik, uhonorowany pośmiertnie tytułem Bohatera Związku Radzieckiego (1945).

## Życiorys
Urodził się w ukraińskiej rodzinie chłopskiej. Skończył technikum weterynaryjne, w 1936 został powołany do Armii Czerwonej.
Od czerwca 1941 uczestniczył w wojnie z Niemcami, w 1943 ukończył szkołę kawalerii w Nowoczerkasku. Walczył na Froncie Zachodnim, Południowo-Zachodnim, Centralnym i 1 Białoruskim. Jako dowódca plutonu karabinów maszynowych 55 gwardyjskiego pułku kawalerii 15 Gwardyjskiej Dywizji Kawalerii 7 Gwardyjskiego Korpusu Kawalerii w składzie 1 Frontu Białoruskiego w stopniu starszego lejtnanta 18 stycznia 1945 brał udział w walkach o Pabianice, w tym w przełamywaniu ważnego punktu niemieckiej obrony, a następnego dnia w forsowaniu Warty, gdzie zabił wielu niemieckich żołnierzy, po czym sam zginął. Został pochowany w Pabianicach. Jego imieniem nazwano ulicę i szkołę w jego rodzinnej wsi.

## Odznaczenia
- Złota Gwiazda Bohatera Związku Radzieckiego (pośmiertnie, 27 lutego 1945)
- Order Lenina (pośmiertnie, 27 lutego 1945)
- Order Wojny Ojczyźnianej II klasy